# Orphnus camerunensis
Orphnus camerunensis är en skalbaggsart som beskrevs av Rudolph Petrovitz 1971. Orphnus camerunensis ingår i släktet Orphnus och familjen Orphnidae. Inga underarter finns listade i Catalogue of Life.